# Tischlesung

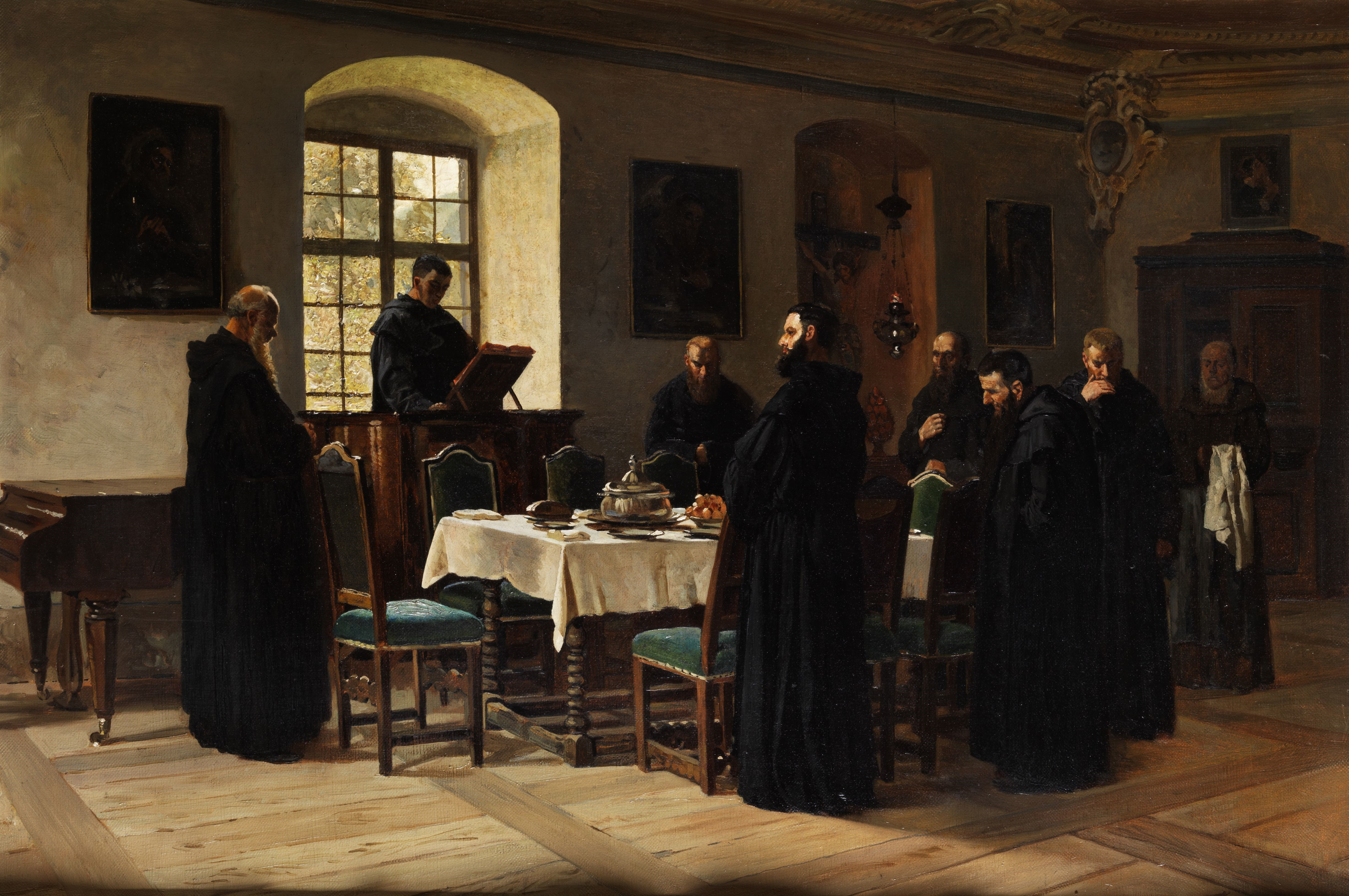
Wilhelm Riefstahl: Mönche im Refektorium (1888)

Als Tischlesung (lateinisch: collatio ad mensam) wird die Vorlesung von Literatur während einer gemeinsamen Mahlzeit bezeichnet. Ihre Wurzeln reichen im Christentum bis in die Spätantike zurück, ein wichtiges Motiv ist dabei das Jesuswort Mt 4,4 . In manchen Ordensregeln wurde die Tischlesung vorgeschrieben.
Schon Cyprian empfahl in einem Brief, bei der Mahlzeit Psalmen vorzutragen. Die Übergänge zum Psalmengesang und zur Tafelmusik sind fließend.
Heute bieten Restaurants mitunter eine Lesung an, um das Essen zu einem „kulinarisch-kulturellen Erlebnis“ zu machen.

## Klösterliche Tradition
Im ägyptischen Mönchtum wurde bei den Mahlzeiten strenges Stillschweigen beobachtet. Diese Praxis haben die griechischen und lateinischen monastischen Autoren aber nicht übernommen. Basilius, Cassian und Caesarius von Arles erwähnen die Tischlesung. Augustinus interpretierte die Tischlesung als geistliche Nahrungsaufnahme:

„Hört vom Beginn bis zum Ende der Mahlzeit aufmerksam der üblichen Lesung zu, ohne euch dabei lauthals zu äußern oder gegen die Worte der Heiligen Schrift zu protestieren. Denn ihr sollt nicht nur mit dem Mund euren Hunger stillen, sondern auch eure Ohren sollen hungern nach dem Wort Gottes.“

Die Benediktsregel führt die ägyptische und die westliche Tradition zusammen, bei Tisch schweigen die Brüder, so dass nur die Stimme des Lesers zu hören ist (RB 38,1 und 38,5). Der Kommunikation bei Tisch diente eine Zeichensprache. Während Augustinus mit spontanen Reaktionen auf den Vortrag rechnete, regelte Benedikt, dass es keine Nachfragen geben solle. Der Dienst des Tischlesers ist verantwortungsvoll, ihm ist ein eigenes Kapitel der Regel gewidmet.
Speziell für die Verwendung als Tischlesung, sogenannte „Tischwürze“, wurden in der Spätantike Flickgedichte aus Bibelzitaten angefertigt (Cento), „nicht nur in klösterlichen Gemeinschaften, sondern auch bei Hochzeiten von Laien und anderen feierlichen Gelegenheiten.“ Die Tischlesung wurde im Mittelalter aus der klösterlichen Sphäre an Fürstenhöfe übernommen; während des ritualisierten höfischen Festmahls oder im Anschluss daran konnte ein Roman vorgetragen werden.
Inhalt der klösterlichen Lesung konnte neben der Bibel ein Text aus der monastischen Literatur sein. Dabei ging die Entwicklung in Männer- und Frauenklöstern im Spätmittelalter unterschiedliche Wege. In Männerklöstern wurden die theologischen Klassiker auf Lateinisch vorgetragen, in den Frauenklöstern volkssprachliche Prosatexte.

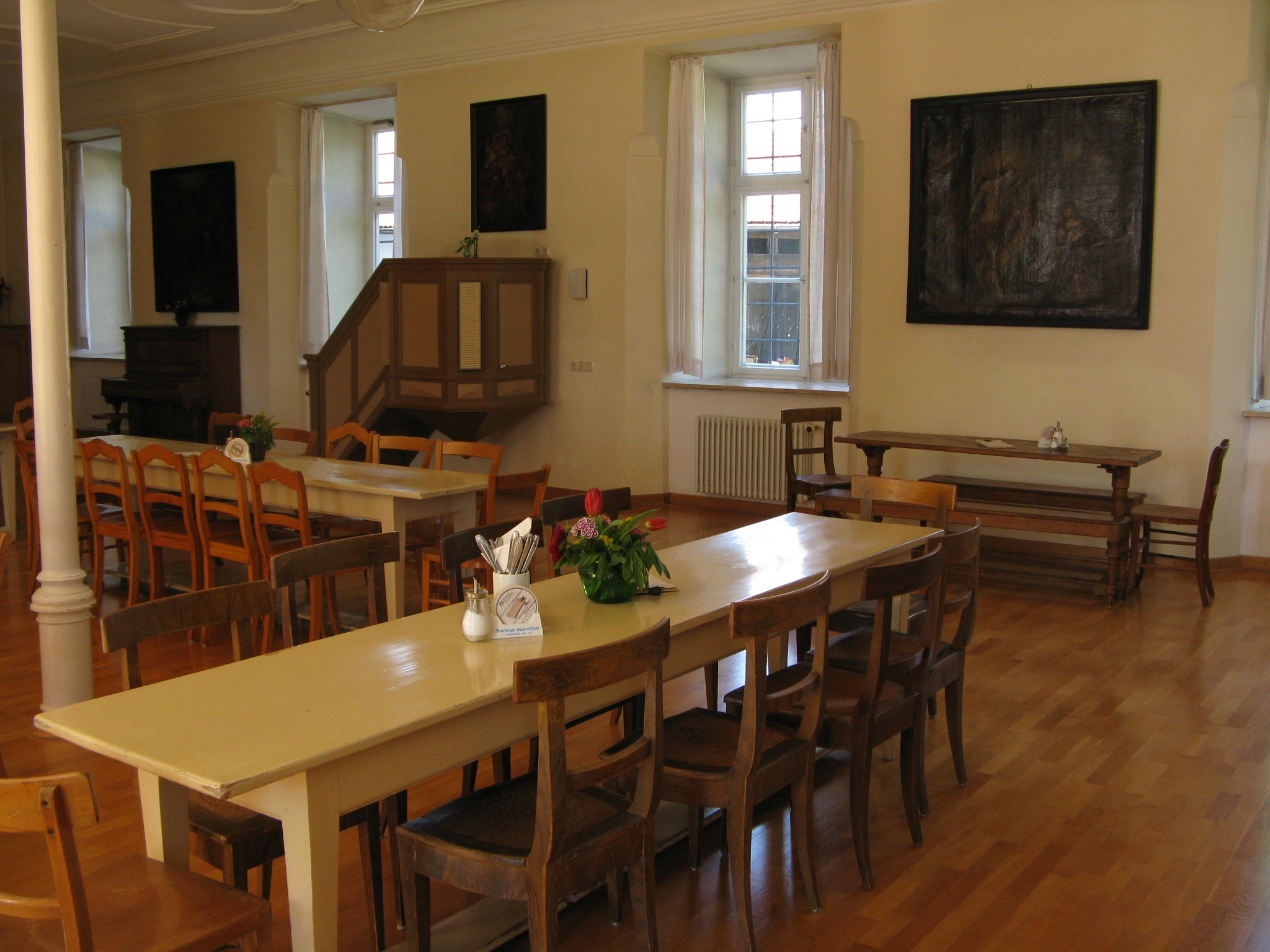
Kanzel für die Tischlesung, Refektorium im Kloster Beuerberg

In benediktinischen Klöstern wird täglich ein Abschnitt aus der Bibel gelesen sowie nach einem Jahresplan ein bestimmter Abschnitt aus der Benediktsregel. Darüber hinaus kann unterschiedliche Literatur ausgewählt werden, doch muss sie sich zum abschnittsweisen Vorlesen eignen. Nach einer Umfrage von 1992 wird die Tischlesung in allen benediktinischen Frauenklöstern und fast allen Männerklöstern in Deutschland beim Mittag- und beim Abendessen gepflegt. Das Spektrum reicht nach der gleichen Umfrage von traditionell klösterlicher Literatur bis zu Biographien, Zeitschriften und Belletristik.

## Lesung nach dem Essen
In einem kleinen und familiären Kreis ist eine Lesung nach dem Essen leichter zu realisieren als während des Essens. Auch sie geht bis in die christliche Spätantike zurück und wird zum Beispiel in der Benediktsregel empfohlen.